# La cantina del teatre

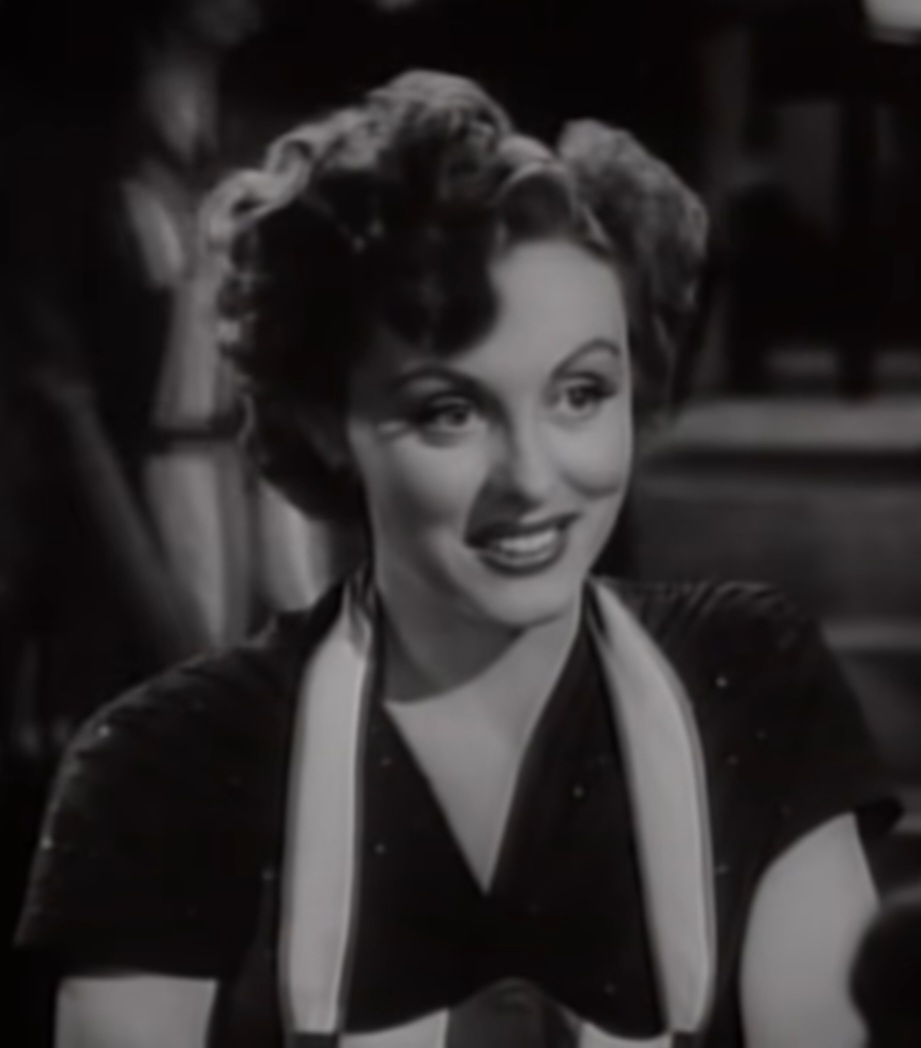
Cheryl Walker

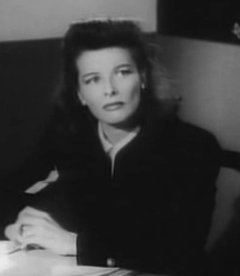
Katharine Hepburn

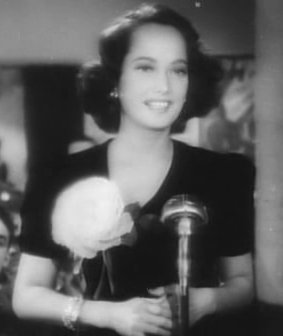
Merle Oberon

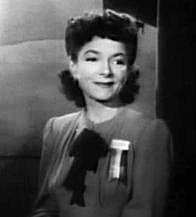
Helen Hayes

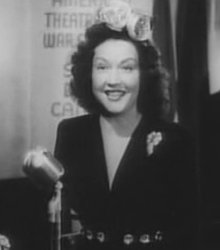
Ethel Merman

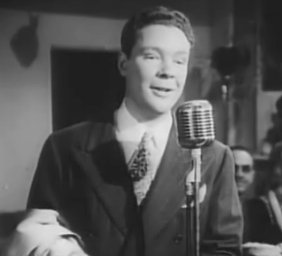
Kenny Baker

La cantina del teatre (títol original en anglès: Stage Door Canteen) és una pel·lícula estatunidenca dirigida per Frank Borzage estrenada el 1943. Ha estat doblada al català.
La pel·lícula, feta en temps de guerra, rememora l'ambient de la sala «La cantina del teatre», un restaurant -o cantina- de la Ciutat de Nova York que fou un lloc d'esbarjo per a militars americans i aliats on podien freqüentar celebritats teatrals. Es feia sota els auspicis del American Theatre Wing. El veritable Stage Door Canteen del carrer 44 no es podia utilitzar per a filmar, ja que era massa concorregut rebent militars. Es va recrear a Nova York i a l'estudi de la RKO Radio Pictures a Culver City. També hi havia una cantina del teatre a l'edifici de l'Acadèmia de Música de Filadèlfia.
L'homòleg de la Costa Oest era el Hollywood Canteen que també va ser recordat en una pel·lícula, Hollywood Canteen.

## Argument
El guió de la pel·lícula segueix unes quantes dones voluntàries pel Canteen que s'han d'adherir a regles estrictes de conducta, la més important de les quals és aquella estona on han de proporcionar amistosament companyia i ballar amb els (sovint nerviosos) homes que han de marxar aviat en combat, i amb els quals no es permet gens de confraternització romàntica. Una voluntària que confessa que només és al Canteen per coincidir amb les estrelles de Hollywood acaba enamorant-se d'un dels soldats.
Les aparicions de les estrelles inclouen la de Johnny Weissmuller, a qui es veu treballar a la cuina del Canteen, fins a papers més substancials, com el de Katharine Hepburn, que ajuda a avançar la trama. La majoria de les escenes es van rodar en l'estudi, però en el cas d'un cert nombre d'estrelles -Benny Goodman, per exemple– van ser rodades a la ciutat de Nova York.

## Repartiment (cameos)
| - Judith Anderson - Henry Armetta - Kenny Baker - Tallulah Bankhead - Ralph Bellamy - Jack Benny - Edgar Bergen (amb Charlie McCarthy i Mortimer Snerd) - Ray Bolger - Helen Broderick - Ina Claire - Katharine Cornell - Lloyd Corrigan - Jane Darwell - William Demarest - Gracie Fields - Lynn Fontanne - Arlene Francis - Virginia Grey - Helen Hayes - Katharine Hepburn - Hugh Herbert - Jean Hersholt - Sam Jaffe - Allen Jenkins - George Jessel - Roscoe Karns - Otto Kruger - Jack Lambert - June Lang | - Gertrude Lawrence - Gypsy Rose Lee - Alfred Lunt - Bert Lytell - Aline MacMahon - Harpo Marx - Elsa Maxwell - Helen Menken - Yehudi Menuhin - Ethel Merman - Peggy Moran - Alan Mowbray - Paul Muni - Merle Oberon - Franklin Pangborn - Brock Pemberton - George Raft - Lanny Ross - Selena Royle - Martha Scott - Cornelia Otis Skinner - Ned Sparks - Bill Stern - Cheryl Walker - Ethel Waters - Johnny Weissmuller - Dame May Whitty - Ed Wynn |

Orquestres:
- Count Basie
- Xavier Cugat
- Benny Goodman
- Kay Kyser
- Guy Lombardo
- Freddy Martin

## Premis i nominacions

### Nominacions
- 1944. Oscar a la millor cançó original per James V. Monaco (música) i Al Dubin (lletra) amb "We Mustn't Say Good Bye"
- 1944. Oscar a la millor banda sonora per Freddie Rich